# ليوبولدو فيرونا
ليوبولدو فيرونا (بالإسبانية: Leopoldo Verona)‏ هو ممثل أرجنتيني، ولد في 24 سبتمبر 1931 ببوينس آيرس في الأرجنتين، وتوفي بنفس المكان في 14 يوليو 2014 بسبب مرض.

## وصلات خارجية
- ليوبولدو فيرونا على موقع IMDb (الإنجليزية)
- ليوبولدو فيرونا على موقع كينوبويسك (الروسية)